# Жан де Дакс (виконт Тартаса)

Жан де Дакс (Jean de Dax) (ум. 1283) — виконт Тартаса, сеньор Микса и Остабарре.
Исторические документы, в которых он упоминается прижизненно или вскоре после смерти, не сохранились. Вся информация — из книги Жана де Жургена «La Vasconie : étude historique et critique sur les origines du royaume de Navarre, du duché de Gascogne, des comtés de Comminges, d’Aragon, de Foix, de Bigorre, d’Alava & de Biscaye, de la vicomté de Béarn et des grands fiefs du duché de Gascogne».
Сын Пьера де Дакса, виконта Тартаса.
Наследовал отцу между 1272 и 1275 годами.
В 1280 году по соглашению от 28 июля уступил королю Англии Эдуарду I замок Юза и землю Бор (Born) и по его просьбе тот передал их в лен Арно-Раймону де Соле, родственнику виконта.
Жена — Изабелла, происхождение не выяснено. Детей не было.
Умер до 8 февраля 1283 года. Ему наследовал дядя (брат отца) — Раймон-Робер III.